# Epigonus denticulatus
Epigonus denticulatus, noto in italiano come re di triglie bruno è un pesce osseo di mare della famiglia Epigonidae.

## Distribuzione e habitat
Vive in gran parte dei mari del mondo, compresi il mar Mediterraneo occidentale ed il mar Adriatico meridionale. Nei mari italiani è apparentemente raro.

Vive almeno fino a 800 m, su fondi molli.

## Descrizione
Molto simile al re di triglie nero da cui si distingue per i seguenti caratteri:
- il colore è molto più chiaro, giallo brunastro
- nella parte superiore dell'opercolo sono presenti 5-7 spine acute
- la lunghezza massima è molto minore, fino, eccezionalmente, a 20 cm.

## Alimentazione
Si ciba di pesciolini (soprattutto pesci lanterna) e crostacei.

## Riproduzione
I giovanili sono pelagici.

## Pesca
Occasionale con reti a strascico.